# Никола Попов (комунист)
Вижте пояснителната страница за други личности с името Никола Попов.
Никола Великов Попов е български офицер, деец на БКП/БРП (к). Участва в Гражданската война в Испания и Съпротивителното движение по време на Втората световна война. Командир на Тринадесета Русенска въстаническа оперативна зона на така наречената Народоосвободителната въстаническа армия (НОВА).

## Биография
Никола Попов е роден на 13 април 1907 г. в село Гагаля, днес част от Николово. Произхожда от селско семейство. Завършил основното си образование на село, има голямо желание да продължи учението си, но поради липса на средства вместо в гимназията постъпва в русенската фабрика „Труд“. Едва 18-годишен, постъпва в БКП.
Под ръководството на Вела Пискова през 1924 – 1925 г. като член на военната организация развива активна дейност. В края на февруари 1925 г. във връзка с провала на Окръжния комитет е арестуван. Осъден на 12 години лишаване от свобода. След повече от 1 година е освободен по амнистия.
През 1927 – 1928 г. участва в изграждането на Работническата партия и Работническия младежки съюз в Гагаля и околните села. Избран е за секретар на Гагалския районен комитет на РП. По поръчение на Окръжния комитет на партията през 1930 – 1931 г. работи по канала за Съветския съюз, по който нелегално минават много членове ЦК на БКП и дейци на Коминтерна.
През 1932 г. ЦК на БРП го изпраща в Международната ленинска школа в Москва. Там Попов (известен с името Соколов) специализира криминалистика и улични боеве. Завръща се в България през август 1934 г. и става секретар на Окръжния комитет на БРП в Русе. Тук създава нелегалната партийна печатница „Вела Пискова“ със съдействието на Кръстю Геразов, Христо Станев, Коста Момчилов. Получава наново 4 присъди по 10 – 12 години затвор. Като секретар на Окръжния комитет участва в работата на Петия и Шестия пленум на ЦК на БРП през 1935 и 1936 г.

### Испанска гражданска война
В началото на 1937 г. със съгласието на ЦК заминава за Испания и участва в Гражданска война. Там заема длъжност политкомисар на батареята „Васил Коларов“, а впоследствие – на Славянския артилерийски дивизион. Партиен секретар и помощник-политкомисар на общата артилерийска групация на интернационалните бригади в Каталония.
След поражението на Испанската република през 1939 г. бяга във Франция, където е задържан. Обвинен е от правителството на Даладие в организиране на бунт в лагера „Верне“. През лятото на 1941 г. успява да избяга в Швейцария и известно време работи в нелегалната печатница на в. „Ентернасионал“, орган на комунистическата партия в Женева. В края на 1942 г. със съдействието на Женевската партийна организация нелегално през Австрия и Югославия се завръща в България.

### Съпротива във Втората световна война
Участва в Съпротивителното движение по време на Втората световна война. По поръчение на Централния комитет на БКП през 1943 – 1944 г. работи като пълномощник на ЦК и секретар на Окръжния комитет на БРП в Русе под нелегалното име Любен. Назначен е за командир на Тринадесета Русенска въстаническа оперативна зона на НОВА.  Поемайки ръководството на Окръжния комитет, Никола Попов обединява действията на незаловените комунистически активисти, като Тодор Койнов, д-р Димитър Хаджиев, Ана Вентура, Мара Манева, Коста Момчилов, Агоп Маркарян и др. и с тяхна помощ още през януари и февруари 1943 г. успява да възстанови нелегалното формирование на партията и РМС в града и окръга. По негова инициатива се организира издаването на бюлетин на Окръжния комитет, в който се поместват указания за водене на въоръжена борба и информации на нелегалните радиостанции „Христо Ботев“ и „Москва“, а през март се сформира първото „бойно ядро“ от около 20 души. Впоследствие то се разширява и разделя на 2 бойни „чети“ – Червенска и Хотанска. В края на май са арестувани повече от 60 членове на групата, а други загиват в престрелки с правителствени части. Организирано е покушение над областния полицейски началник, извършват се саботажи в производството, прекъсват се германските съобщителни линии, разпространяват се позиви и др.
След 9 септември 1944 г. е призован и служи в Българската армия. Умира на 18 март 1953 г. в София. Родното му село Гагаля е обединено със с. Липник и обединеното село е наименувано в негова чест Николово през 1955 г.